# Naringina
La naringina è il maggior glicoside flavanonico presente nel Citrus × paradisi (pompelmo) che dona ai frutti il caratteristico gusto amaro.
Viene metabolizzata per idrolisi  dagli umani con formazione del corrispondente aglicone, la naringenina. La naringenina è presente come tale in natura nei frutti delle piante del genere citrus come gli agrumi.